# La Roche-Canillac
La Roche-Canillac är en kommun i departementet Corrèze i regionen Nouvelle-Aquitaine i de centrala delarna av Frankrike. Kommunen ligger  i kantonen La Roche-Canillac som tillhör arrondissementet Tulle. År 2022 hade La Roche-Canillac 127 invånare.

## Befolkningsutveckling
Antalet invånare i kommunen La Roche-Canillac
Referens:INSEE